# Благовещенский арматурный завод
АО «Благове́щенский армату́рный заво́д» (БАЗ) — российское промышленное предприятие, акционерное общество, один из старейших действующих заводов России. Основан в 1756 году как Благовещенский медеплавильный завод. Производитель стальной трубопроводной арматуры. Расположен в городе Благовещенск муниципального района Благовещенский район Республики Башкортостан.
С 1949 года завод специализируется на производстве стальной трубопроводной арматуры для нефтегазовой отрасли. С февраля 2013 года входит в состав «Объединённой металлургической компании».

## История

### Благовещенский медеплавильный завод

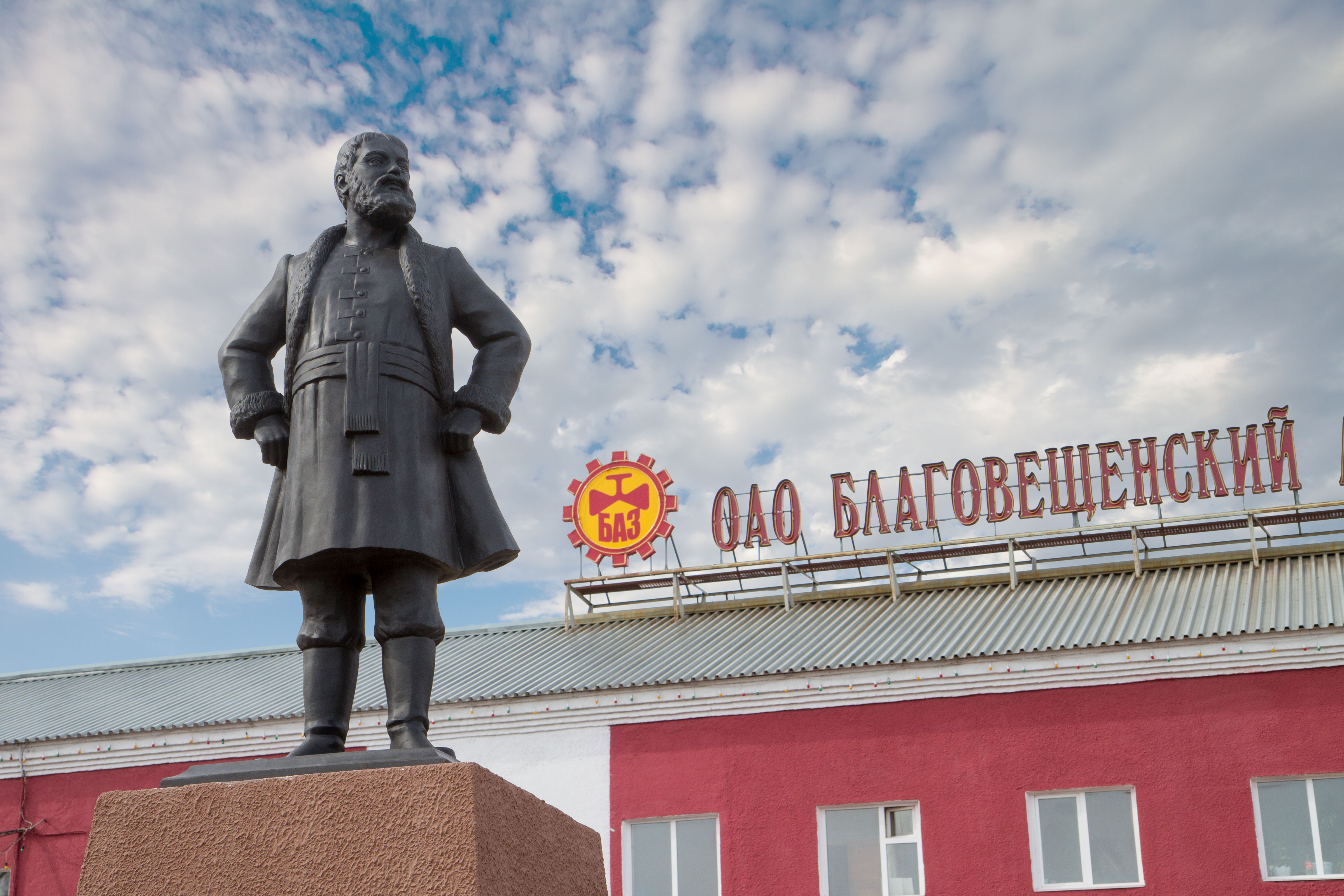
Основатель завода М. С. Мясников

С разрешения Берг-коллегии в 1756 году симбирским купцом Матвеем Семёновичем Мясниковым начато строительство медеплавильного завода в 35 верстах на север от Уфы на притоке Белой речке Укашле. В дальнейшем завод получил название Благовещенский в честь христианского праздника «День Благовещения» в связи совпадением этих двух событий (по одной из версий). Земля для строительства завода выкуплена у башкир.
Первая выплавка меди состоялась 9 августа 1757 года (по другому источнику 16 августа).

21 декабря 1755 года Берг-Коллегия выдала М. С. Мясникову разрешение на строительство завода. 21 мая 1756 года Мясников оформил купчую крепость на землю под строительство и переселил 109 крепостных из Симбирска и других губерний России. 9 августа 1757 года состоялся запуск завода в эксплуатацию, готовая продукция отправлялась в Екатеринбургский монетный двор и медеделательные заводы.
В 1757 году было построено два основных здания завода: медеплавильная фабрика и промывальная, сооружена дамба и заполнен пруд на речке Потеха. В 1758 году быда построена молотовая фабрика, в 1758—1759 годах установлено кузнечно-молотовое оборудование.

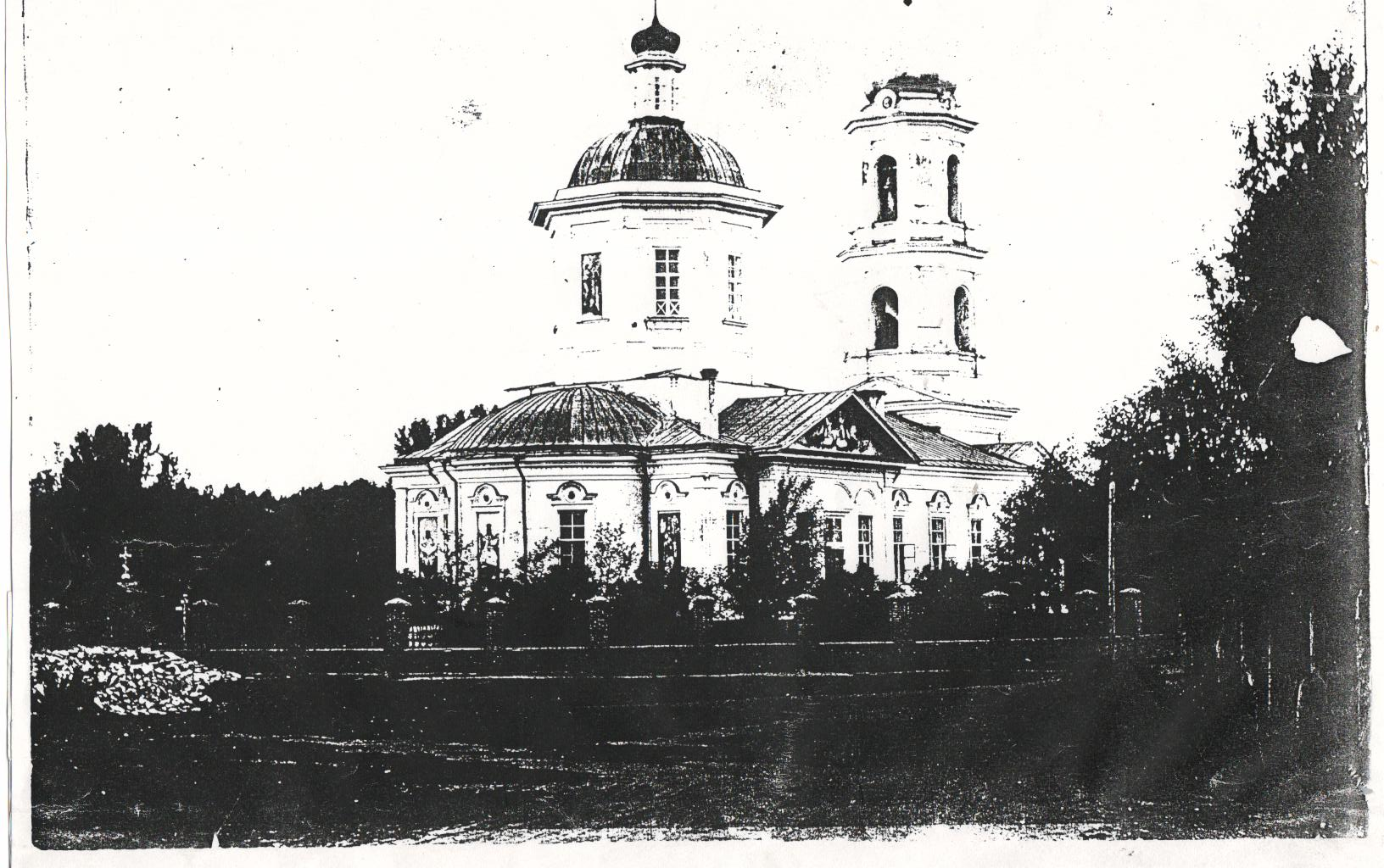
Церковь при Благовещенском заводе построена в 1783, разрушена в 1932

После смерти Матвея Семёновича Мясникова в 1772 году заводовладельцем стал его сын Иван. В 1775 году он разорился и завод с аукциона был продан генералу-аудитору Петру Кирилловичу Хлебникову, а в 1777 году перешёл во владение его супруги Ирины Яковлевны, которая построила в заводском посёлке Благовещенскую церковь. В 1797 году завод по наследству перешёл в собственность сына Хлебниковых гвардии прапорщика Николая Петровича. Во времена владения заводом им была образована слобода Николаевская из части крепостных (нынешняя Николаевка). В 1806 году владелицей завода становится дочь Хлебниковых статская советница Полторацкая Анна Петровна.
В 1813 году на заводе произошли первые волнения рабочих против порядков на заводе.

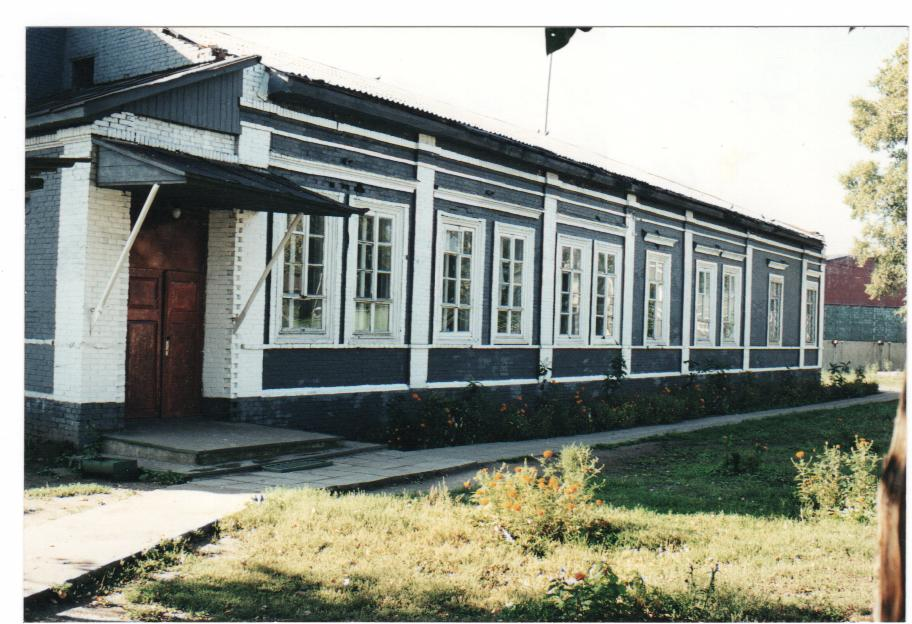
Господский дом заводовладельцев Дашковых

В 1835 году завод покупает чета Дашковых, муж Дмитрий Васильевич и жена Елизавета Васильевна. С 1839 года владение заводом переходит к Елизавете Васильевне с сыновьями Дмитрием и Андреем.
Медаль в честь 100-летия основания завода
В 1856 году Дашковы торжественно отмечали 100-летний юбилей своего завода. В ознаменование этого события Дашковы выпустили памятную медаль, на одной из сторон которой обозначено, что «Благовещенский медеплавильный заводъ основанъ Матвеемъ Мясниковымъ въ 1756 году». В этом же году в честь 100-летия юбилея завода начато строительство нового здания в форме буквы «Е», первой буквы инициалов Елизаветы Васильевны, матери братьев Дашковых, с целью увековечить тем самым её имя. Постановлением Совета Министров Башкирской АССР № 390 от 19 июня 1976 года это здание («Главный корпус») отнесено к памятникам архитектуры XIX века и поставлено под охрану закона.
Дашковы
В 1860 году Дашковы завод был преобразован в железоделательный, освоена металлообработка, запущено чугунолитейное производство и механические мастерские. В 1860—1862 годах на базе медеплавильных печей оборудуются 2 вагранки для выплавки чугуна, в Англии закупается полутонный паровой молот Мориссона. В 1861—1863 годах рабочие завода освобождаются от крепостной зависимости. Большинство из них уезжают из насиженных мест на родину предков. В 1863 году завод выплавил первые 5000 пудов чугуна. Началось изготовление металлоизделий для сельского хозяйства, разных сельхозорудий и инвентаря: плугов, веялок, молотилок и других изделий сельскохозяйственного назначения, изготавливались пожарные повозки. В 1867 году медеплавильное производство на заводе было свёрнуто, но в 1879 году возобновлено в меньших масштабах. Окончательно производство меди на заводе прекратилось в 1897 году.
В 1880 году Дмитрий Дмитриевич Дашков вместе с заводским врачом С. Я. Елпатьевским организуют амбулаторию для лечения рабочих и населения посёлка, заложив тем самым основы системного здравоохранения в Благовещенске и волости.
В 1904 году после смерти Андрея Дмитриевича Дашкова завод по наследству перешёл в собственность племянницы братьев Дашковых княгини Екатерины Адамовны Радзивилл, дочери их сестры Анны. Она распродала оборудование завода, а здание отдала в аренду Уфимскому земству, которое организовало в нём производство веялок «Уфимка».

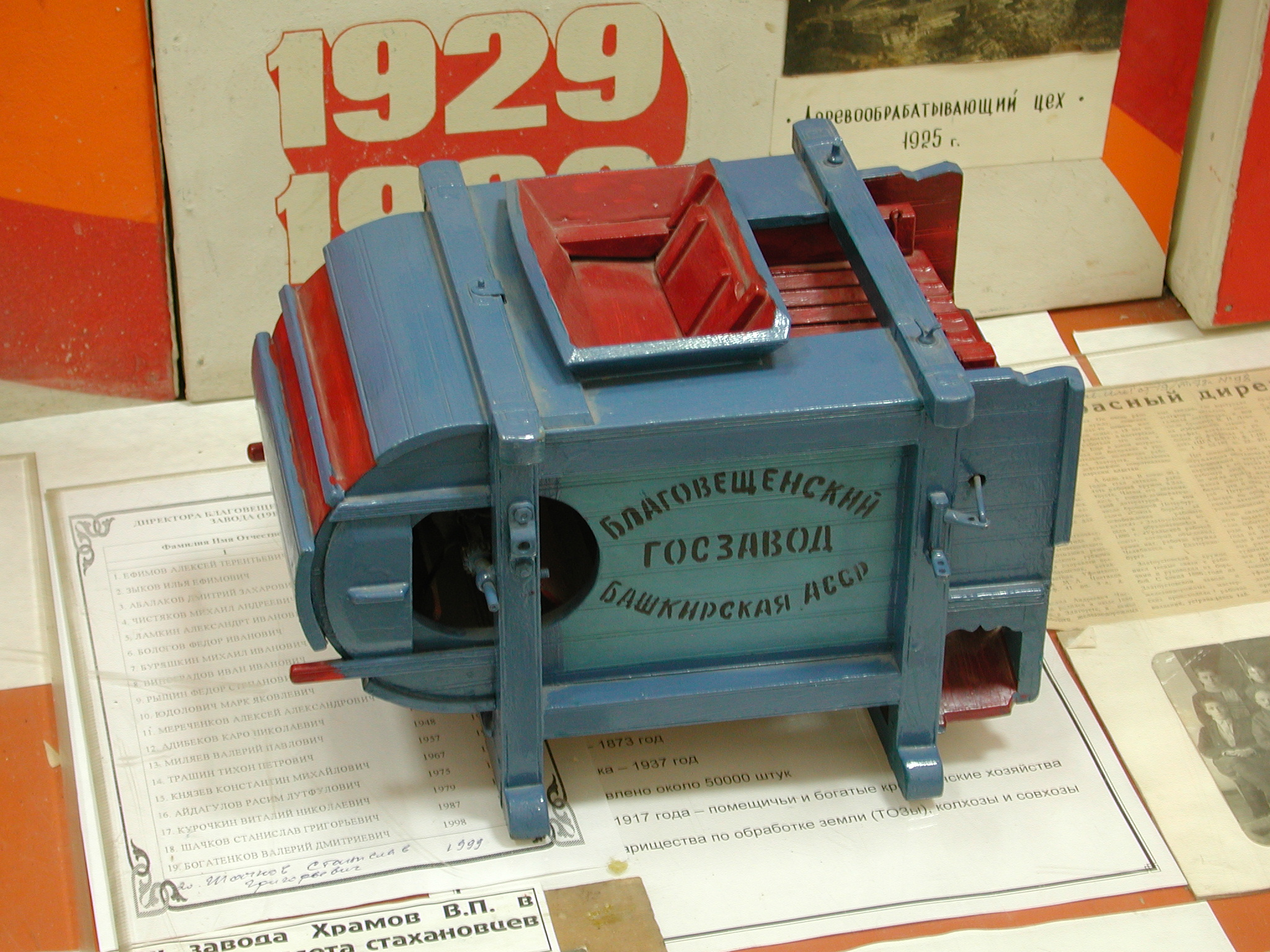
Веялка «Уфимка»

В годы мировой войны завод изготавливал обозное снаряжение для армии — артиллерийские сани, фургоны, повозки. В сентябре 1917 года в Благовещенском заводе была организована и начала действовать боевая дружина.
В 1918 году Благовещенский завод был национализирован. Владельцем завода становится государство. В 1919 году Совнархоз направляет на Благовещенский завод первого советского управляющего — Ефимова Александра Терентьевича. В 1923 году при заводе была организована школа фабрично-заводского ученичества в зданиях, на базе которых впоследствии в годы Великой Отечественной войны было организовано ремесленное училище № 13.
В 1924 году на заводе случился пожар, уничтоживший половину главного корпуса, где размещались все технологические производства. Встал вопрос о закрытии завода, но рабочие восстановили его своими силами. В том же году завод получил наряд на изготовление полевого оборудования для товариществ обработки земли, колхозов и совхозов: тракторных прицепов и полевых вагончиков.
В 1926 году Благовещенскому заводу сельскохозяйственного машиностроения присваивается имя Павла Варфоломеевича Точисского, одного из активных большевиков, отдавшего свою жизнь за Советскую власть в Башкирии.
С 1928 года Благовещенский завод получил задание на первую пятилетку: освоение продукции для птицеводства — инкубаторов и смежного с ним оборудования (брудеров, садков и т. п.). В 1929 году заводу поручили освоение выпуска банно-прачечного оборудования для РККА.
В 1931—1932 годах был построен новый чугунолитейный цех, куда переместили чугунолитейное производство. В этот же период в цехах завода появляется паровое отопление от парокотельной. В 1932 году предприятие переименовывали в завод банно-прачечного оборудования с сохранением за ним имени П. В. Точисского. С этого времени завод начинает выпускать прачечное оборудование: бучильные установки, стиральные машины, гладильные катки, центрифуги, сушильные кулисы, отжималки, чаны для щёлока, тележки для перевозки белья. В 1934—1936 годах номенклатуру завода дополняют ортопедические изделия. В 1937 году завод осваивает выпуск гидротурбины № 80 для небольших сельских электростанций.
С началом Великой Отечественной войны постановлением Башкирского Обкома КПСС от 29 октября 1941 года заводу поручается изготовление ручных гранат и запалов УЗРГ к ним. В 1941 году в заводских корпусах разместилось оборудование эвакуированного Туапсинского механического завода «Имени XI-летия Октябрьской революции». Завод переводится в систему Наркомата нефтяной промышленности СССР, становится предприятием союзного значения, засекречивается, ему присваивается № 428 с кодовым названием «Тайфун». В 1942 году завод осваивает выпуск запалов УЗРГ, корпусов гранат и 120-мм мин, стабилизаторов к минам, продолжается выпуск ортопедических изделий и средств химзащиты. В этот же период завод освоил продукцию нефтяного машиностроения — чугунные задвижек «Лудло», вентили, предохранительные клапаны.

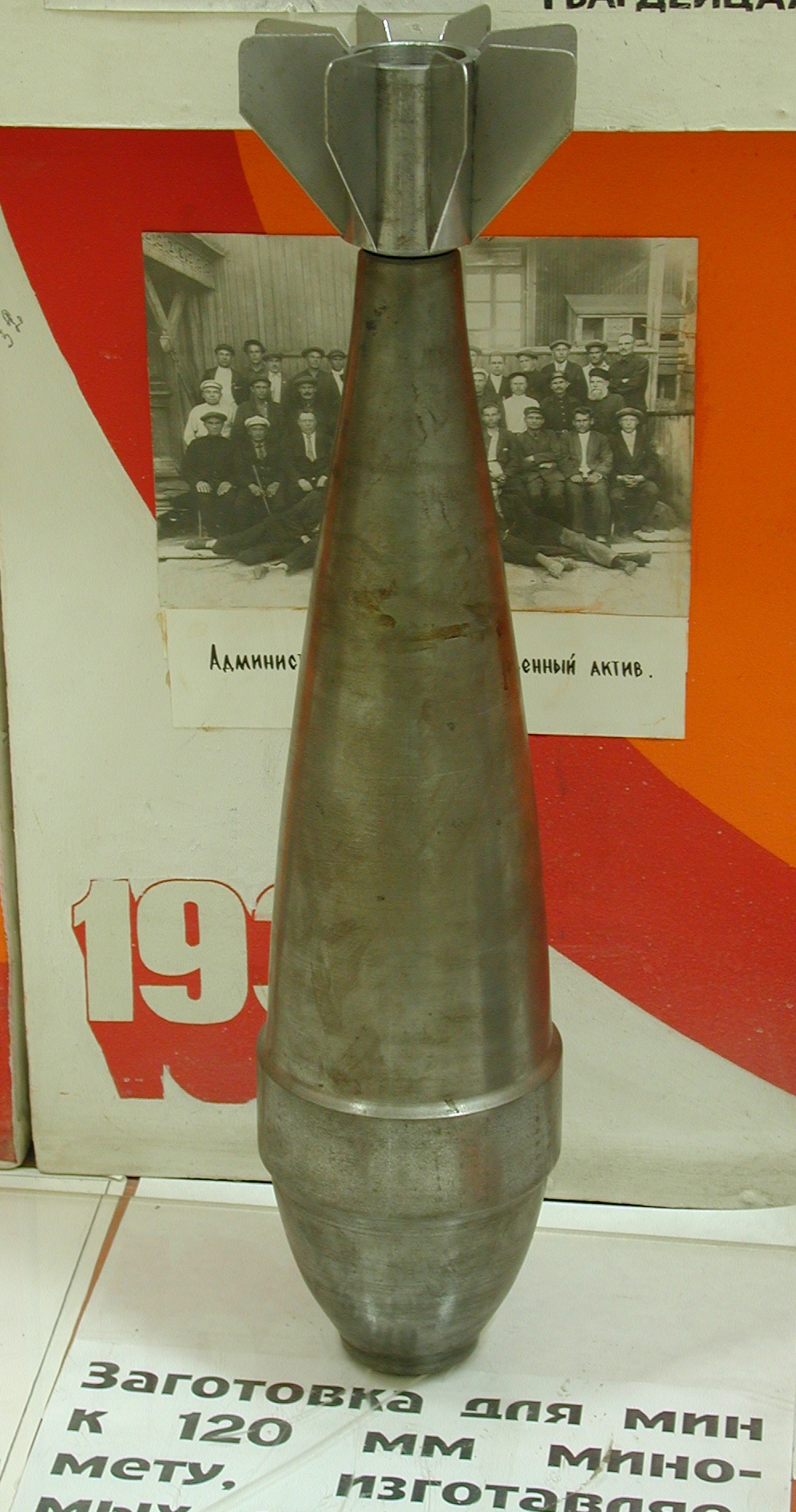
Заготовка для 120-мм мины

В 1943—1944 годах завод производил насосы, форсунки, передвижные паровые установки, цепные ключи, запчасти к буровому и другому нефтепромысловому оборудованию, вёдра, корыта и другие изделия для населения.
На основании приказа Министерства нефтяной промышленности Восточных районов СССР от 12 февраля 1948 года № 8-19 «О восстановлении прежних наименований машиностроительным заводам» предприятие получило прежнее название «Благовещенский машиностроительный завод».
В 1947—1949 годах на заводе смонтировали три электропечи ЭП-500, было освоено производство стали 25Л и корпусов и крышек задвижки ЗКЛ 100-40. В 1950 году построили новый корпус кузнечного цеха и шихтовый склад, расширили сталеплавильный цех, что позволило освоить 36 типоразмеров арматуры из различных марок стали. В 1952—1953 годах завод начал изготавливать бензовозы-автоцистерны, насосы РПНК-2-30, стальные фитинги, запасные части к ППУ, печное литьё для ширпотреба.
В 1956 году коллектив завода отметил 200-летний юбилей. Предприятие награждается Почётной грамотой ВЦСПС. Согласно Постановлению Совета Министров СССР № 1376 от 20 декабря 1958 года Благовещенский машиностроительный завод специализируется на производстве трубопроводной стальной арматуры общепромышленного назначения. В 1964 году завод переименовывается в Благовещенский арматурный завод.
31 декабря 1967 года сдаётся в эксплуатацию новый сталелитейный цех мощностью 10 тыс. т. В 1974—1975 годах строится корпус № 1 для производства предохранительных клапанов, в нём размещаются механосборочный цех № 2 и механический № 4.
18 марта 1993 года заводская профсоюзная конференция принимает решение о приватизации завода через акционирование. 15 сентября 1993 года завод получает от Госкомимущества Свидетельство о преобразовании завода в акционерное общество и становится юридически полноценным акционерным обществом. Был разработан и утверждён «Устав акционерного общества», избран Совет директоров, генеральный директор — им стал Шачков Станислав Григорьевич.
В 1994 году завод освоил выпуск переключающих устройств предохранительных клапанов.
За 2000 год на заводе был освоен выпуск 30 новых и модернизированных типов арматуры. В сентябре 2000 года заводчане отметили выпуск миллионной задвижки.
В 2009 освоено 80 новых изделий. В октябре 2010 года пущен в эксплуатацию механосборочный цех № 4 по изготовлению крупногабаритных изделий ЗКЛ DN 500—700 мм и арматуры для ТЭК. Освоено 80 новых изделий, освоен выпуск задвижек DN600.
В 2013 году ОАО «БАЗ» вошло в состав ЗАО «ОМК». Открытое акционерное общество «Благовещенский арматурный завод» переименовывается в Публичное акционерное общество «Благовещенский арматурный завод».

## Собственники и руководители
| Год         | Собственник, ведомственная подчинённость                                                                                       | Управляющий, руководитель                           |
| ----------- | --- | --------------------------------------------------- |
| 1756—1772   | Мясников Матвей Семёнович | ???                                                 |
| 1772—1775   | Мясников Иван Матвеевич | ???                                                 |
| 1775—1777   | Хлебников Пётр Кириллович | ???                                                 |
| 1777—1795   | Хлебникова Ирина Яковлевна | ???                                                 |
| 1796—1806   | Хлебников Николай Петрович | ???                                                 |
| 1806—1835   | Полторацкая Анна Петровна | ???                                                 |
| 1835—1890   | Дашков Дмитрий Васильевич, Дашкова Елизавета Васильевна                                                                        | ???                                                 |
| 1891—1901   | Дашков Дмитрий Дмитриевич | ???                                                 |
| 1902—1904   | Дашков Андрей Дмитриевич | ???                                                 |
| 1904—1918   | Радзивилл Екатерина Адамовна                                                                                                   | ???                                                 |
| 1919—1920   | ??? | Ефимов Алексей Терентьевич                          |
| 1920—1922   | ??? | Зыков Илья Ефимовиич                                |
| 1922—1923   | ??? | Абалков Дмитрий Захарович                           |
| 1923—1929   | ??? | Чистяков Михаил Андреевич                           |
| 1929—1932   | ??? | Ламкин Александр Иванович                           |
| 1932—1934   | ??? | Бологов Фёдор Иванович                              |
| 1934—1936   | ??? | Буряшкин Михаил Иванович                            |
| 1936—1939   | ??? | Виноградов Иван Иванович                            |
| 1939—1942   | Наркомат коммунального хозяйства РСФСР (1939), Наркомат нефтяной промышленности СССР (1941)                                    | Рыщин Фёдор Степанович                              |
| 1942—1943   | -«- | Юдолович Марк Яковлевич                             |
| 1943—1945   | | Мереченков Алексей Александрович                    |
| 1945—1948   | | Адибеков Каро Николаевич                            |
| 1948—1957   | | Миляев Валерий Павлович                             |
| 1957—1967   | Башкирский совнархоз (1957), Средне-Волжский совнархоз (1963), Министерства химического и нефтяного машиностроения СССР (1965) | Трашин Тихон Петрович                               |
| 1967—1975   | | Князев Константин Михайлович                        |
| 1975—1979   | | Айдагулов Расим Лутфулович                          |
| 1979—1987   | | Курочкин Виталий Николаевич                         |
| 1987—1998   | Открытое акционерное общество (1993)                                                                                           | Шачков Станислав Григорьевич                        |
| 1998—1999   | -»- | Богатенков Валерий Дмитриевич                       |
| 1999—2003   | -«- | Шачков Станислав Григорьевич                        |
| 2003—2007   | -»- | Куликов Виктор Мефодьевич                           |
| 2007—2008   | -«- | Пестов Андрей Генадьевич                            |
| 2009—2013   | -»- | Зарипов Олег Фаридович, Горовенко Виктор Николаевич |
| 2013 — 2013 | Седых Анатолий Михайлович | Воронин Игорь Леонидович                            |
| 2013 — 2013 | Седых Анатолий Михайлович | Барыков Александр Михайлович                        |
| 2013 — 2014 | Седых Анатолий Михайлович | Кожевников Александр Владимирович                   |
| 2014 — 2015 | Седых Анатолий Михайлович | Лубе Игорь Иванович                                 |
| 2015 — 2017 | Седых Анатолий Михайлович | Филипьев Сергей Николаевич                          |
| 2017 — 2019 | Седых Анатолий Михайлович | Астахов Александр Юрьевич                           |
| 2019        | Седых Анатолий Михайлович | Елисеев Андрей Алексеевич                           |

### XVIII—XIX век
- Безобразов В. П. Взгляд на медеплавильное дело в Уфимской губернии вообще и в Благовещенском заводе (в годы Дашковых) в особенности / Дашков Д. Д. // Уральское горное хозяйство и вопрос о продаже казённых горных заводов. — СПб. : Издание Комиссии для пересмотра системы податей и сборов, 1869. — С. 148—162 (2-я паг.). — 373 с., прил. 252 с.
- Мударисов Рамиль Зуфарович. Промышленность Южного Урала в первой половине XIX века (1801—1861 гг.) : Дис. … д-ра ист. наук : 07.00.02 : Уфа, 2003 476 c. РГБ ОД, 71:04-7/125
- Рябуха Андрей Сергеевич. История Каргалинского горно-металлургического центра : Дис. … канд. ист. наук : 07.00.02 : Оренбург, 2004 167 c. РГБ ОД, 61:05-7/369

### Современный период
- Буданов Е. Н. Модернизация литейных производств арматурных отливок в странах Восточной Европы / Е. Н. Буданов. // Литейщик России, 2006, № 3, с.25-31. — Библиогр. в конце ст. : ил. Предприятие "Общероссийская общественная организация «Российская ассоциация литейщиков». (недоступная ссылка)
- Буданов Е. Н. Новые производства арматурных отливок в России// Литейное производство. 2008. № 7. С. 39-45.
- Буданов Е. Н. Опыт обоснованного выбора технологий и оборудования для эффективной модернизации литейного производства России // Литейщик России. 2010. № 6. С. 24-28.
- Орельяна И. А. Автоматизация при реконструкции и развитии промышленных объектов в России. Часть 1 //САПР и графика. 2001. № 6, с. 110—113
- Пестов А. Вакуум-пленочная формовка на Благовещенском арматурном заводе (Текст) / А. Пестов // Литейное производство. — 2007. — N 10. — С. 17-21
- Л. С. Кулешова, И. И. Галлямов Перспективы использования достижений в области нанотехнологий в нефтегазовой отрасли народного хозяйства.